# 泰西諾河
42°58′42″N 13°52′32″E / 42.97833°N 13.87556°E

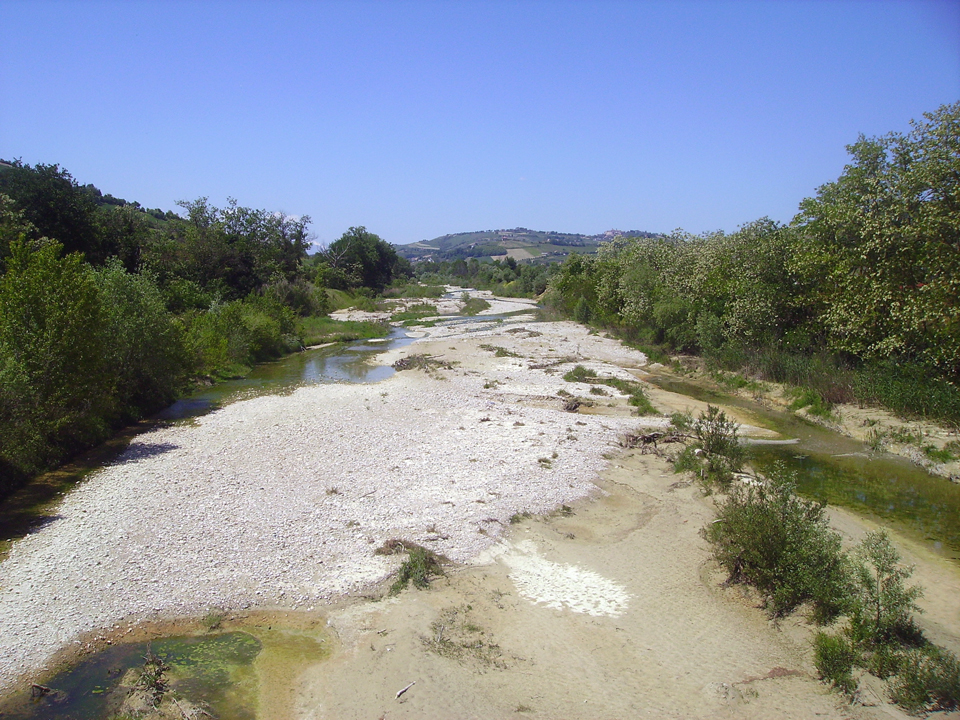

泰西諾河是意大利的河流，流經馬爾凱，河道全長37公里，發源自阿斯科利皮切諾省的福爾切，最終在格羅塔姆馬雷注入亞得里亞海，河畔城鎮有奧菲達和里帕特蘭索內。